# Ian Boyd
Ian Boyd (Ian Hugh Boyd; * 8. Dezember 1933 in Epsom) ist ein ehemaliger britischer Mittelstreckenläufer.
1954 gewann er für England startend bei den British Empire and Commonwealth Games in Vancouver Bronze über 880 Yards und wurde Sechster im Meilenlauf. Bei den Leichtathletik-Europameisterschaften in Bern wurde er Neunter über 1500 m.
1956 kam er bei den Olympischen Spielen in Melbourne über 1500 m auf den achten Platz. Bei den British Empire and Commonwealth Games 1958 in Cardiff schied er über eine Meile im Vorlauf aus.

## Persönliche Bestzeiten
- 880 Yards: 1:51,9 min, 3. August 1954, Vancouver (entspricht 1:51,2 min über 800 m)
- 1500 m: 3:43,0 min, 1. Dezember 1956, Melbourne
- 1 Meile: 4:03,2 min, 6. August 1956, London